# Altre món
El concepte d’un altre món en la religió indoeuropea històrica es reconstrueix en la mitologia comparada. El seu nom és un calc de orbis alius llatí per a "altra Terra / món"), un terme utilitzat per Lucà en la seva descripció de l'altre món celta .
Conceptes religiosos, mitològics o metafísics comparables, com ara un regne d’éssers sobrenaturals i un regne de difunts, es troben en cultures de tot el món. Es creu que els esperits viatgen entre mons o capes d’existència d’aquestes tradicions, generalment al llarg d’un eix com un arbre gegant, un pal de tenda, un riu, una corda o muntanyes.

## Reconstrucció indoeuropea
Moltes mitologies indoeuropees mostren evidències de la creença d'alguna forma d '"altre món" i, en molts casos, com en les mitologies persa, grega, germànica, celta, eslava i índica, es va haver de creuar un riu per permetre-hi l'entrada i és generalment un home vell qui transportaria l’ànima a través de les aigües. A la mitologia grega i índica es creia que les aigües d’aquest riu rentaven pecats o records mentre que els mites celtes i germànics presenten aigües que imparteixen saviesa, cosa que suggereix que, mentre que els records del difunt s'esborren el bevedor de les aigües guanyaria inspiració. El caminant sol trobar-se amb un gos en qualitat de guardià de l'altre món o com a guia del viatger. Exemples d'això són el grec Cèrber, el gos de tres caps de l'Hades i l'Indic सर्वरा Sarvarā, un dels gossos de Yama, els noms del qual poden derivar d'un indoeuropeu * ḱerberos que significa "tacat" . En les mitologies indoeuropees, l'Altre Món es representa de moltes maneres, incloent-hi prats pacífics, illes i edificis, cosa que fa difícil determinar com es veia l'altre món protoindoeuropeu original. El governant dels morts era possiblement Yemo, el bessó diví de Manu, el primer home.

### Persa
El pont Chinvat (Avestan Cinvatô Peretûm, "pont del judici" o "pont en forma de biga") o el pont del requeridor del zoroastrisme és el pont tamisador que separa el món dels vius del món dels difunts. Totes les ànimes han de creuar el pont després de la mort. El pont està vigilat per dos gossos de quatre ulls. Un mite relacionat és el de Yama, el governant hindú de l’Infern que observa les portes de l’Infern amb els seus dos gossos de quatre ulls.

### Celta
L’altre món irlandès se sol descriure més aviat com un país de fades paradisíac que no pas com un lloc aterrador. Molts Immrams celtes o "històries de viatges" i altres textos medievals proporcionen proves d'una creença celta en un altre món. Un exemple que ajuda el lector a entendre el concepte celta de l’altre món és El viatge de Saint Brandan. Un altre exemple clàssic d'un "altre món" celta és el viatge de Bran. L'altre món sovint es representa com una illa a l'oest a l'Oceà en la tradició oral celta, i fins i tot es mostra en alguns mapes d'Irlanda durant l'època medieval.
L'altre món celta es fa difícil de distingir i, de vegades, es va superposar amb la idea cristiana de l'infern o del cel, ja que sovint es tractava d'una analogia amb la idea celta d'un altre món o idea escandinava d'un arbre mundial. Això és probable a causa de les influències romanes i escandinaves en les cultures celtes. Un exemple d’influència escandinava és evident en el viatge de Saint Brendan des de la semblança de la serp Lasconius fins a la serp escandinava Midgard. El vermell i el blanc són els colors dels animals de l'altre món celta, i aquests colors encara avui animen símbols religiosos i polítics transcendents.

### Germànica
Comen les mitologies celtes, en els mites germànics les pomes estaven particularment associades a l'altre món. A la tradició escandinava apareixen localitats mitològiques, com a la mitologia irlandesa; no obstant això, a diferència de la mitologia irlandesa, es va intentar cartografiar les localitats de l'altre món en lloc de llistar les localitats associades. En els Edda molts llocs s'anomenen incloent on hi havia els déus com ara sala d'Odin de Valhalla o Ull estatge de Ydalar. El Gylfaginning i el posterior poema noruec amb la característica de Draumkvaede viatgen a l'altre món.

### Eslava
Els primers eslaus creien en un lloc mític on els ocells volaven a l'hivern i les ànimes anaven després de la mort; aquest regne sovint s'identificava amb el paradís i s'anomena Vyraj. També es va dir que la primavera va arribar a la Terra des de Vyraj. Les portes de Vyraj van impedir l'entrada dels mortals. Estaven custodiats per Veles, que de vegades prenia la forma animal d'un raróg, agafant a les seves urpes les claus dels altres mons. Vyraj de vegades també estava connectat a la deïtat coneguda com Rod - aparentment es trobava molt més enllà del mar, al final de la Via Làctia Normalment s'imaginava com un jardí, situat a la corona de l'arbre còsmic. Mentre que es deia que les branques eren niades pels ocells, que normalment eren identificats com a ànimes humanes. Quan les poblacions eslaves es van anar convertint gradualment cap al cristianisme (per exemple, durant la cristianització de la Rus de Kíev i el Baptisme de Polònia), es va generalitzar una nova versió d'aquesta creença en què hi havia dos d'aquests regnes: un anàleg al mite original, un lloc celestial on marxaven els ocells, i l’altre un món subterrani de serps i zmeys, sovint associat a la idea cristiana de l’infern. Aquesta segona variant té moltes similituds amb Nav, una altra representació de l’inframon eslau.

### Grega
En la mitologia grecoromana, es deia que els déus habitaven a la muntanya de l'Olimp, mentre que els difunts solien anar als inferns o a les illes de la fortuna després de la mort.